# 佐々木巌夫
佐々木 巌夫（ささき いわお、1907年12月3日 - 1971年12月3日）は、日本の柔道家（講道館9段）、実業家。旧姓笠原。
学生時代に全国中等学校柔道大会や明治神宮大会柔道競技で優勝等の成績を残し、特に早稲田大学在学中には学生柔道界の花形としてその勇名を轟かせ全日本選士権大会も獲得。
卒業後は古河鉱業に就職し、営業部長や資材部長、炭鉱所長、監査役、顧問等を歴任し、実業家として活躍した。

## 経歴
栃木県宇都宮市で医師を務める笠原家10人兄弟の5男として東京都世田谷区の奥沢に生まれ、少年期より栃木県で育った。兄3人が旧制宇都宮中学校（現・県立宇都宮高校）から旧制第四高校へ進んだ柔道選手であったほか、姉2人の夫も旧制第四高校の柔道選手であった関係で、笠原も物心が付いた頃には家の中の十畳間で兄達が乱取を行うのを見て育つなど、既に柔道が身近な存在となっていた。また、武徳殿が家の近くにあったため幼少時より寒稽古・暑中稽古にも参加しており、後に「改めて覚悟を決めたり堅くなったりする事もなく斯道に入れた事は幸いだった」と述懐している。
旧制宇都宮中学校に入学してからは同校の柔道教師を務めた佐間田英資の指導を受け、また直々に嘉納治五郎の講和を聴き形の披露を目にする機会も得て、「精力善用」「自他共栄」等の標語の意味も幾らか感得できるようになっていった。
同じ頃、1922年11月に14歳で講道館へも入門し、中学3,4年次頃から旧制宇都宮中学校は近県大会の優勝旗を総なめにする程の快進撃を見せ、更に5年次の1924年に笠原は東京高等師範学校主催の全国中等学校大会で個人優勝を果たした。

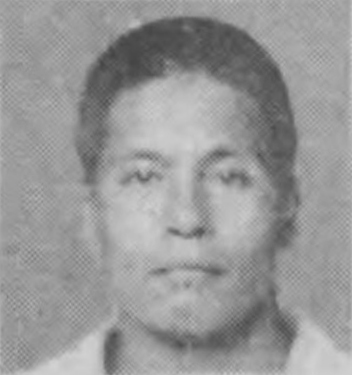
笠原のライバルであった東京高師の阿部

1925年3月に2段位で中学校を卒業すると早稲田大学の専門部政治経済科に入学し、指導に当たっていた宮川一貫の元で厳しくも楽しい稽古に揉まれながら、直ぐにレギュラー選手となった。早稲田大学への入学以後は従前の練習法だけでなく、専ら自身で工夫し考えて行う稽古を積み始めたという。同年10月の第2回明治神宮大会柔道競技では少年組に出場して兵庫の田中元一に次ぐ準優勝を果たすなど頭角を現すと、翌26年11月の第3回大会では少年組3段の部で優勝。
1927年6月11日の全満州対東京学生連合との試合（両軍20名ずつの抜き試合）に笠原は選抜されて学連側四将として出場し、満州側六将の縄田喜美雄4段と相見えたが、この時は焦りに堅くなって縄田の燕返に辛酸を舐めた。それでもこの頃には学生柔道界のエースとして“早稲田の笠原”と名を馳せ、当時の東都柔道界では笠原のほか明治大学の和久井弘重や東京高等師範学校の阿部信文・児玉宣武、立教大学の山本武四郎、慶應義塾大学の浅見浅一、中央大学の菊池揚二・大蝶美夫ら俊英が犇（ひし）めく中でも、とりわけ笠原と阿部は頭1つ抜きん出た中心的存在であった。

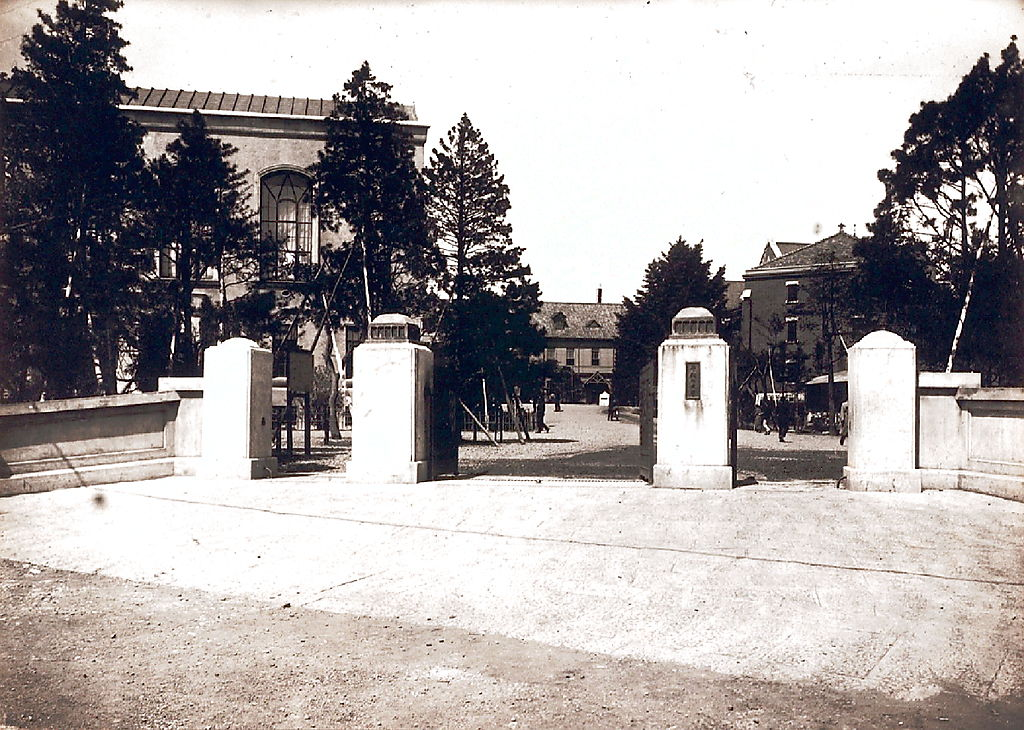
早稲田では青春の全てを柔道に捧げた

1928年5月22日に東京学生連合は警視庁柔道部の挑戦を受け、既に5段となっていた笠原はこれに副将で出場、警視庁の三将・大江雄五5段に左の釣込腰で畳を背負わせ、副将・神田久太郎5段とは互いに優劣なく引き分けた。
続く同年7月1日の第2回対満州対抗戦では大将として出場したが、副将を務めた東京高等師範学校の阿部信文5段らの活躍により笠原の出番はなく、東京学生連合の勝利で試合を終えている。
早稲田の専門部を卒業し大学部経済科に進学すると、1929年5月の御大礼記念天覧武道大会では指定選士の1人に選抜されたが、米国・ワシントン大学の招聘を受け4月18日より早稲田大学の柔道部主将として渡米していたために止む無くこれを辞退した。「指名されておりながら棄権しなければならなかった事は誠に残念だった」と笠原。なお渡米したメンバーには後に“日本レスリング界の父”と知られる八田一朗もおり、一行9名は日本で初めての柔道団体として横浜港を出港して約3カ月掛けて米国の西海岸地方とハワイを廻り、柔道の普及・振興に大いに貢献した。
嘉納治五郎の発案で1930年11月に第1回全日本選士権大会が開催されると、第2区（東京・神奈川ほか）の地区予選を勝ち抜き一般壮年前期の部に出場した笠原は、前年の天覧武道大会に出場できなかった鬱憤を晴らすかのように活躍し、準決勝戦で早川勝5段を左大外刈で宙に舞わせ、決勝戦では飯山栄作4段に判定勝を収めて選士権の栄冠を獲得、輝かしい自身の学生柔道生活の最後に花を添えた。
笠原は身長173cm・体重88kg（晩年は110~115kg）・胸囲140cmでボディービルダーのような隆々とした見事な逆三角形の体躯を武器に、そこから繰り出す豪快で切れ味鋭い左の跳腰、払腰、釣込腰等の腰技や釣込足払を得意とした。しかし笠原本人は、柔道は前後左右、立技、寝技、固技、関節技を万遍なく使いこなせるよう鍛錬すべきと説いており、実際に自身も立技に長じたものの決して寝技が疎かであったわけではなく、中学時代に旧制第四高校OBの帝大生らの指導を受けて早稲田大学在学中にも立技7:寝技3の割合で鍛え上げ、後には旧制第四高校に寝技の指導に行く事すらあったという。
| 段位       | 年月日         | 年齢 |
| ---------- | -------------- | ---- |
| 入門       | 1922年11月30日 | 14歳 |
| 初段       | 1923年7月16日  | 15歳 |
| 2段        | 1924年10月25日 | 16歳 |
| 3段        | 1925年10月25日 | 17歳 |
| 4段        | 1927年2月16日  | 19歳 |
| 5段        | 1928年1月8日   | 20歳 |
| 6段        | 1932年7月20日  | 24歳 |
| 7段        | 1937年12月22日 | 30歳 |
| 8段        | 1948年5月4日   | 40歳 |
| 9段 (追贈) | 1971年11月20日 | 63歳 |

1931年3月に早稲田大学を卒業後は柔道専門家ではなく会社員としての道を歩み、古河鉱業（現・古河機械金属）に入社して栃木県足尾町の足尾銅山に勤務した。同年10月の全日本選士権大会の一般壮年前期の部には第3区（愛知・新潟・栃木ほか）代表として2連覇を懸け出場する事となっていたが、大会直前に病を患って止むを得ず棄権し涙を飲んだ。出場していれば京都帝国大学（現・京都大学）で主将を務めた寝業師・野上智賀雄5段と決勝戦を争っていたはずで、さぞ好勝負が演じられただろうと関係者から惜しまれた。
翌32年7月に6段、1937年12月には30歳の若さで7段に昇段。当時の足尾銅山は柔道有段者約200人を要す大所帯で、大道場3つと小道場2つがあり、ここでの10年間の勤務中は存分に稽古ができたという。またこの間1936年に結婚して、以後は佐々木姓を名乗った。

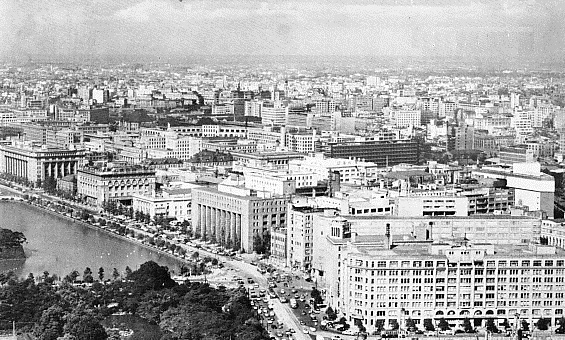
戦後は会社員を務める傍ら
主に東京・丸の内で柔道に汗を流した

太平洋戦争中は各所に転勤し練習の機会もあまり得られなかったが、終戦後は1948年5月に8段位を受け、1949年に上京し翌年からは本社勤務となって稽古を再開する事ができた。1953年に北海道に転勤するまでの間には、丸の内警察署署長の野老山幸風の斡旋で朝日新聞社の庶務部長であった三船四郎ら有志と共に「丸の内柔道倶楽部」を創設し、ここで敗戦後の意気消沈した世の中の雰囲気を打ち破るかのように燃えるような熱く楽しい稽古に汗を流し、周囲の推挙により千代田区の柔道会会長という重責も担った。
その後九州に渡って目尾炭鉱の所長を任されたが、喉頭癌を患い東京の癌研究会付属病院での治療を余儀なくされた。懸命な治療の甲斐もあって一命を取り留めた佐々木は、1957年に再び東京の本社勤務となり、機械営業部長や資材部長を経て監査役、顧問を歴任し、1964年11月からは系列会社である朝日生命保険の顧問も務めた。
晩年は中野区に居を構えて毎日のように講道館に通い、嘉納履正館長の委託により指導員として後進の指導に当たっていた。しかし胃癌を患ったため1971年2月の稽古が最後となり、4月29日には本人の強い希望により全日本選手権大会観戦のため日本武道館に顔を出していたが、病状は回復せず九段病院・癌研究会付属病院と転院して12月に他界した。享年65。佐々木の訃報を受け、講道館は生前の功績を高く評価し11月20日に遡って9段位を追贈している。

## 主張
前述の通り佐々木は講道館の機関誌である『柔道』の特集の中で修行者へのアドバイスを述べており、その内容は大略以下の通りである。
嘉納治五郎が創意完成した柔道は、精神的にも体技としても一生を懸けて体得すべき“大道”であるとし、毎日同じ相手と稽古をしていると互いに手の内を分かってしまうので、思う通りに取る事ができなくなるものである、と続ける。その上で、偏った技を持つ人ほど苦手意識があるわけなので、その苦手意識を無くすには、前後左右あらゆる練習を万遍無く行う事が必要であると語っている。
また、稽古の際に投げられまいとコチコチに頑張っている人が多いが、これは誤った練習方法で、上達が非常に遅れて下手なりに固まる原因になると警鐘を鳴らし、勝敗に拘らず自由奔放に、かつ得意ではない技こそ多く練習すべきと説く。
上達のためには（自分で）考え噛みしめて味わいながら、工夫によって体得しなければならない、との事。指導者が平易に教えると修行者が自分で工夫や努力をせず、却って上達が遅れる事を懸念しており、他者の稽古も真剣に見てその得意技を、鷹が獲物を狙うように自分のものとし、また他者の欠点も熟知して自身の反省の糧にする事が大切であると述べている。
即ち、古くから諸芸の師弟での秘伝の伝授とは、詳細な説明はせず、習得しようとする側が盗み取るという気概を以って考究・会得したものであり、柔道においても当人に「自分が断じてやる」という信念が不可欠であるとしている。
また、当時の各道場で多く見られた恰好ばかりの打込練習は、最も無駄な愚劣なものであるとも指摘していた。

## その他
- 戦後に「丸の内柔道倶楽部」で稽古を共にした練習生の1人は佐々木について、「少々辛口ながらもユーモアがあり、見た目の威圧感ある風貌とは裏腹に、こよなく優しい人だった」と、その人柄を述懐している[10]。稽古では(1)姿勢をよく保つ事、(2)肩の力を抜く事、(3)手首を有効に使う事、の3つに重点を置いて指導していたという[10]。また稽古後には若い練習生達の輪の中に率先して入り、“第二道場”と称す居酒屋でよく冗談を言っては杯を重ね、たまに立ち上がった際に低い天井に頭をぶつけて眼鏡を飛ばし、そんな時は苦笑いをしていた[10]。柔道と酒をこよなく愛した佐々木は、有楽町の「日の基」「千鳥」や神保町の「栄屋」といった店によく通い[10]、その内のいくつかは現在も営業を続けている。

- 家庭においては、「人は好きな道に進む事が望ましく、習い事は優れた指導者を選ぶべき」と語っていた[10]。事実、子供4人（2男2女）のうち3人は武道の対極とも言える音楽の道に邁進し、中でも長男の親綱はドイツへ留学するなどして現在では日本におけるフルート奏者の第一人者として活躍している[10]。なお、親綱は父・巌夫について、「毎日のように飲んで帰ってきて、たまに機嫌が悪いと、私がよく叱られました」と述懐する[10]。

- 佐々木は1927年の全満州対東京学生連合で敗れて以降、生涯の試合は終に負け知らずであった[2]。講道館の機関誌『柔道』の「汗のあと、涙のあと」という特集の中では、自身の経歴や現役修行者へのアドバイスを述べつつ、「余りにも恵まれた楽しい稽古を続け、勝負にも選手生活中殆ど連勝して居りましたので、苦しく思ったり、涙を流したりはしなかった事をつけ加えて置きます」と結んでいる[2]。また、戦前の1934年に出版された『講道館今昔物語』では柔道評論家の古賀残星が牛島辰熊や栗原民雄ら時代を代表する強豪柔道家を“柔道十傑”として選抜し、非専門家ながら唯一この内の1人に選ばれた点は特筆される[11][注釈 5]。